# Церква святого апостола Івана Богослова (Ілавче)
Церква святого апостола Івана Богослова в Ілавчому — парафія і храм греко-католицької громади Теребовлянського деканату Тернопільсько-Зборівської архієпархії Української греко-католицької церкви в селі Ілавче Тернопільського району Тернопільської области.
Оголошена пам'яткою архітектури місцевого значення.

## Історія церкви
Храм був збудований в 1873 році під керівництвом пароха о. Івана Бєлінського на пожертви парафіян та пана Едварда Дульського. Парафія належала до УГКЦ до 1946 року, потім, до 1990 року, перебувала під юрисдикцією РПЦ. У 1990 році вона повернулася в лоно УГКЦ. За радянських часів церква залишалася діючою.
У 1902 році парафію відвідав митрополит Андрей Шептицький. 23 травня 2010 року єпарх Тернопільсько-Зборівський владика Василій Семенюк знову освятив храм. У 2003 році за кошти парафіян збудували Хресну дорогу, яку 5 жовтня освятив о. митрат Василій Семенюк.
З 2005 по 2008 рік у храмі провели масштабні роботи: штукатурні роботи, розпис, придбали новий престол, тетрапод і жертовник. У 2011 році церкву перекрили, у 2012 — поштукатурили ззовні, встановили сходи та бруківку, а у 2013 році на дзвіниці з’явився новий купол.
При парафії діють Марійська та Вівтарна дружини, братства Матері Божої Неустанної Помочі і Найсвятішого Серця Христового, а також недільна школа. На території парафії є 11 фігур, біля яких у травні проводяться маївки, а в червні — молебні до Серця Ісуса. Парафія володіє проборством.

## Парохи
- o. Іван Бєлінський,
- о. Юліан Бурачок,
- о. Йосип Кміцкевич,
- о. Йосип Райх,
- о. Іван Збаращук,
- о. Михаїл Дацьків (1990—1996),
- о. Олег Маліброда (з 18 серпня 1996 — квітень 2024 [2].